# Escaria homogena
Escaria homogena är en fjärilsart som beskrevs av Mcdunnough 1922. Escaria homogena ingår i släktet Escaria och familjen nattflyn. Inga underarter finns listade i Catalogue of Life.